# Fred Eaglesmith
Fred Eaglesmith, geboren als Frederick John Elgersma (Caistor Centre (Ontario), 9 juli 1957) is een Canadese singer-songwriter.

## Biografie
Eaglesmith was een van de negen kinderen van een streng gelovig boerengezin in het zuiden van Ontario. Eaglesmith herinnert zich dat hij in zijn jeugd op een van twee plekken was: aan het werk op de boerderij of op weg naar de kerk. Op zijn tiende zag hij Elvis Presley op tv, en die dag schreef hij zijn eerste liedje. Als tiener lifte hij op goederentreinen naar het westen van Canada, waar hij begon met optreden en het zingen van zijn eigen liedjes.

## Repertoire
Veel van Eaglesmiths liedjes hebben betrekking op machines en voertuigen als treinen, tractors, vrachtwagens, auto’s en motoren. Het plattelandsleven, honden, wapens, drank en het harde bestaan als boer zijn andere thema’s in zijn werk. Ook gaan de liedjes over de teloorgang van de kleine boerenbedrijven.
De liedjes van Eaglesmith zitten vol met stakkers die te maken krijgen met mislukte liefdes of verlies van hun inkomen, en met slimme boeren. Het zijn in feite allemaal korte verhalen, vol met onbetrouwbare vertellers en onverwachte wendingen.
Tijdens optredens vertelt Eaglesmith tussen de liedjes door lange, amusante verhalen. Sommige critici noemen hem daarom een country-cabaretier. Op tournee in Nederland gaat het dan over de kleine glazen bier, zijn verbazing dat er in plaats van melk creamer bij de koffie wordt geserveerd terwijl er zoveel koeien rondlopen, en zijn voorkeur voor de Febo. Mensen die door zijn verhalen of liedjes heen praten worden publiekelijk te kakken gezet.
Eaglesmith zingt geen covers en heeft een afkeer van de gewoonte in Austin (Texas) om met andere sterren samen een plaatje te maken. Dat neemt niet weg dat hij soms met anderen nummers schrijft, zoals Love and a .45 met Chris Knight en Between the Daylight and the Dark met Mary Gauthier. Ook zijn er inmiddels een paar tribute-cd's gemaakt waarop zowel fanatieke fans (zogenaamde Fredheads), alsook gevestigde artiesten zijn werk uitvoeren.

## Fred in Nederland
Eaglesmith lijkt een speciale band met Nederland te hebben: zijn gereformeerde opa Rintje verruilde in 1939 Friesland voor Canada. In de documentaire There Ain't No Easy Road die Huib Stam in 2002 over Eaglesmith maakte, wordt verslag gedaan van Eaglesmiths eerste bezoek aan het Friese kerkdorp Schraard waar veel Elgersma’s (en ook zijn opa) vandaan komen. Zijn beeld van Nederlanders als harteloze mensen dat hij zich in zijn jeugd gevormd had, moest hij behoorlijk bijstellen toen hij in Friesland als een verloren zoon werd onthaald.
Eaglesmith heeft ook in Nederland fanatieke fans die Fredheads worden genoemd en die - als het enigszins mogelijk is - alle optredens bezoeken.
Tijdens twee tournees werden video-opnames gemaakt die als dvd werden uitgebracht: The Small Beers Tour met vooral opnames van een solo-optreden in Paradiso (Amsterdam) tijdens het Weeping Willow festival (13 februari 2005) en een optreden in De Gloppe in Leeuwarden de volgende dag; en Live Below Sea Level met hoofdzakelijk het optreden met band tijdens het Roots of Heavenfestival in Haarlem (26 november 2006) en een optreden in Café 't Keerpunt in Spijkerboor.

## Band
Eaglesmiths band heet The Flying Squirrels of The Flathead Noodlers. Beide bands hebben dezelfde leden, maar spelen verschillende stijlen. The Flathead Noodlers spelen bluegrass, terwijl The Flying Squirrels meer folk en rock spelen. Ooit heette de band The Smokin’ Losers. Willie P. Bennett, die 25 jaar mandoline speelde in de band, moest zich na een hartaanval op 19 mei 2007 terugtrekken; hij overleed op 15 februari 2008.
Als Eaglesmith solo optreedt noemt hij zichzelf Fred J. Eaglesmith.

### Huidige bandleden
- Fred J. Eaglesmith - Gitaar, Zang
- Matt Simpson - Gitaar, Toetsen, Zang
- Kori Heppner - Drums
- Luke Stackhouse - Bas

### Voormalige bandleden
- Willie P. Bennett - Mandoline, Mondharmonica, Zang
- David Essig - Mandoline, Gitaar
- Kevin Komatsu - Drums
- Roger Marin Jr. - Pedal Steel, Gitaar, Zang
- Ralph Schipper - Bas
- Jude Waldman - Drums
- Dan Walsh - Dobro, Gitaar, Zang
- Skip Wamsteeker - Drums
- Washboard Hank - Wasbord, Dobro
- Darcy Yates - Bas

## Discografie
- Fred Eaglesmith (1980)
- The Boy That Just Went Wrong (1983)
- Indiana Road (1987)
- There Ain't No Easy Road (1991)
- Things Is Changin '  (1993)
- From the Paradise Motel (1994)
- Drive-In Movie (1995)
- Lipstick, Lies and Gasoline (1997)
- 50 Odd Dollars (1999)
- Live: Ralph's Last Show (2001)
- Falling Stars and Broken Hearts (2002)
- The Official Bootleg Series, Vol. 1: Live Solo 2002 (2002)
- Balin (2003)
- The Official Bootleg Series, Vol. 2: The Fred Eaglesmith Texas Weekend 2004 (2004)
- Dusty (2004)
- The Small Beers Tour (DVD) (2005)
- Pickin ' In The Pines (DVD) (2005)
- Milly's Cafe (2006)
- Live Below Sea Level (DVD) (2007)
- Tinderbox (2008)
- Cha cha cha (2010)
- 6 Volts (2011)
- Tambourine (2013)
- Standard (2016)

## Tributes
- 20 Odd Hollers (2000)
- The Songs of Fred Eaglesmith: A Tribute (2003)
- 20 Odd Hollers II (2004)

## Documentaire
- There Ain't No Easy Road (2002)

Documentaire van Huib Stam.